# 黃真伊
黃真伊（：／，1500年代—1560年），本名黃真，朝鮮王朝時期女詩人，亦是一位著名的妓生，京畿道開城人，別名真伊、真娘 (진랑)，妓名明月（명월），為黃進士與妓生出身的盲小妾陳玄琴所生之庶女。她善於琴藝、歌唱，且是出色的詩人，為「松都三絕」之一絕（另二絕為松都景點朴淵瀑布、理學家徐敬德）。

## 生平
黃真伊的生平不見於正史，見於當時的筆記、野史中。關於她的出身，一般說法是指她是黃姓進士之庶女，母親陳玄琴為盲妓生。《松都紀異》、《中京志》描述她的出身具有神話色彩，《松都紀異》記載陳玄琴十八歲時遇一人，容貌英俊，衣冠華美，兩人互相傾慕，但對方忽然消失，到黃昏又再出現，在橋上唱歌，並向她要水喝。玄琴盛水給他，他喝了一半，就對玄琴說這是酒，叫她也喝。玄琴喝下後就生下黃真伊。《中京志》則指她是陳玄琴與仙人所生之女，出生時異香滿室。
黃真伊才貌雙全，琴藝、歌藝、文才皆出眾，被喻為「仙女」、「女中翹楚」，成為妓生後獲文人雅士垂青。她平日衣著樸素，淡掃娥眉，或不施脂粉、只作梳洗，天生麗質已勝過其他精心打扮的妓生。甚至衣衫襤褸、蓬頭垢面時，仍然令其他妓生懾服。她的美貌令面壁三十年的知足禪師破戒，又令自認為不被美色所惑者，若被惑即為「非人」的蘇世讓寧願作非人，但徐敬德面對她誘惑依然不為所動，成為她敬重的「真聖人」，並拜為老師。她性情高潔，任俠倜儻，喜與儒士交往，不因為金錢所誘而與市井賤隸交往。她喜愛遊山玩水，想遊歷金剛山等名山，找了宰相之子李生同遊，她稱李生為仙郎，以此遊為仙遊。出遊時黃真伊穿著粗布衣裳，无视李生的宰相之子的身份，称他为仆，李生也用黄真伊乞食所得为食而不觉得羞耻。
黃真伊欣賞善歌宣傳官李士宗（又作李彥邦），有一次她聽到奇妙的歌曲，認為是當代絕唱，就派人去看看是誰，看到果然是李士宗，就主動提出和他同居六年。前三年在李家，黃真伊把自己的財產都帶過去，讓李士宗的父母、妻子一同享用，並且操持家務，對李家上下盡妾婦之禮。後三年由李士宗出資供養黃真伊一家，到期滿之日，黃真伊就淡然離去。
此外，具樹勳《二旬錄》和徐有英《錦溪筆談》及黃真伊的作品《青山裡碧溪水》中，有她和宗室李渾然（封號碧溪守）交往的記載。
另外又相傳她在十六歲時與一個地方官的兒子和在成年後與一個王室宗親相戀，可是依照當時的從母法，她繼承了母親的賤民身份，不能作士大夫和貴族的正妻，致使這兩段戀情最終不能開花結果。
死年不祥及約1560年頃。她臨終前說自己喜歡熱鬧，不要把她葬在深谷，而要把她葬於路邊。另一說則指她覺得自己令男子不知自愛，叫家人不要為她買棺材，讓她暴屍荒野；後由一男子把她埋葬。

## 詩作
黃真伊一生的創作，僅留幾首時調（시조）和玄琴（거문고）的曲子傳世。
十六世紀是朝鮮文學的黃金時代，而黃真伊是當中最出色的詩人，擅寫時調。其詩作的風格委婉含蓄，以描寫愛情為主，有人認為其詩作風格像十七世紀善用曲喻的英國玄學詩派。她的詩作是現今韓國中學課本的教材。
以下為黃真伊的兩首時調
冬至漫長夜
|  | 截取冬之夜半強，春風被裡屈幡倉。有燈無月郎來夕， 曲曲鋪舒寸寸長。 |

青山裡的碧溪水
|  | 青山裡碧溪水，莫誇易移去，一到滄海不復還。明月滿空山，暫休且去若何？ |

時調中的「碧溪水」指的是碧溪守，在韓文中水與守同音，「明月」又是黃真伊的艺名，此詩寫於與碧溪守於窄橋上相遇，詩中具有挑逗的情意。

朴淵瀑布
|  | 一派長天噴壑壟，龍湫百仞水叢叢，飛泉倒瀉疑銀漢，怒瀑橫垂宛白虹，雹亂霆馳彌洞府，珠聳玉碎徹晴空，遊人莫道廬山勝，須識天磨冠海東。 |

## 相關影視作品及飾演者
由於黃真伊一生傳奇，因此曾有電視劇、電影及不少小說講述她的生平。

### 電影
| 片名             | 年份   | 演員           |
| 《黃真伊》       | 1957年 | 都琴峰         |
| 《黃真伊的一生》 | 1961年 | 金淑姬         |
| 《黃真伊的初戀》 | 1969年 | 金芝美         |
| 《黃真伊》       | 1986年 | 張美嬉         |
| 《黃真伊》       | 2007年 | 金裕貞、宋慧喬 |

### 電視劇
| 劇名                    | 年份   | 電視台 | 演員           |
| 《女人列傳》—《黃真伊》 | 1982年 | MBC    | 李美淑         |
| 《黃真伊》              | 2006年 | KBS    | 沈恩敬、河智苑 |